# Maďarsko na Zimních olympijských hrách 1936
Maďarsko na Zimních olympijských hrách v roce 1936 reprezentovala výprava 25 sportovců (22 mužů a 3 ženy) v 5 sportech.

## Medailisté
| Medaile | Jméno                           | Sport         | Soutěž            |
| ------- | ------------------------------- | ------------- | ----------------- |
| Bronz   | Emilia Rotterová László Szollás | Krasobruslení | Sportovní dvojice |